# Franz Viehböck
Franz Artur Viehböck (ur. 24 sierpnia 1960 w Perchtoldsdorfie) – austriacki elektrotechnik, inżynier elektroniczny i astronauta, pierwszy Austriak w przestrzeni kosmicznej.

## Życiorys
Ukończył Wiedeński Uniwersytet Technologiczny, uzyskując dyplom z inżynierii elektrycznej i elektronicznej, a później doktorat z inżynierii elektronicznej, pracował jako asystent w Instytucie Pomiarów Elektrycznych i Projektowania Obwodów. 6 października 1989 został wyselekcjonowany do udziału we wspólnej radziecko-austriackiej misji Austromir-91, przechodził dwuletnie szkolenie w Centrum Wyszkolenia Kosmonautów im. J. Gagarina w Gwiezdnym Miasteczku. Od 2 do 10 października 1991 jako badacz-kosmonauta uczestniczył w misji Sojuz TM-13/Sojuz TM-12 na stację kosmiczną Mir wraz z radzieckimi kosmonautami Aleksandrem Wołkowem i Toktarem Äubäkyrowem, prowadząc doświadczenia naukowe i technologiczne, spędzając w kosmosie 7 dni, 22 godziny i 12 minut. Po powrocie podróżował po Austrii i wygłaszał prelekcje na temat swojej misji.
W 1992 był jednym z pięciu austriackich kandydatów Europejskiej Agencji Kosmicznej, jednak nie został wybrany do udziału w misji (sytuacja powtórzyła się w 1998). W 1994 został menedżerem programu rozwojowego w dziale systemów techniki lotniczej i astronautycznej amerykańskiej kompanii Rockwell International, pracując początkowo nad łączonymi programami z kompaniami kosmicznymi umiejscowionymi w Europie i byłym ZSRR, w 1997 kierował międzynarodowym departamentem rozwoju handlowego w dziale systemów kosmicznych amerykańskiej korporacji przemysłu lotniczego i astronautycznego Boeing North American. Później został dyrektorem międzynarodowych programów nowych modułów systemów kosmicznych Boeinga, a w czerwcu 1999 krajowym dyrektorem Boeinga w Austrii i europejskim reprezentantem grupy przestrzeni kosmicznej i komunikacji Boeinga. W marcu 2000 mianowano go doradcą technologicznym gubernatora Dolnej Austrii, 2002-2008 był prezesem austriackiej wytwórni pasów stalowych Berndorf Band GmbH, następnie został członkiem komisji.
Stowarzyszenie Uczestników Lotów Kosmicznych (Association of Space Explorers) przyznało mu Universal Astronaut Insignia za lot orbitalny (nr 257).